# Hartwig I. von Regensburg
Hartwig von Spanheim (* um 1070; † 3. März 1126) war ab 1105 als Hartwig I. Bischof von Regensburg und ein enger Vertrauter Heinrichs V. Er nahm am ersten Romfeldzug 1111 des Kaisers teil und sorgte durch seinen Einfluss für die Königswahl Lothars III., des späteren Kaisers des Heiligen Römischen Reiches. Nach seinem Tod 1126 wurde er im Regensburger Dom bestattet.

## Leben

### Frühe Tage
Hartwig I. von Spanheim kam als Sohn von Graf Engelbert I. (gestorben 1096) und Hedwig von Sachsen (gestorben etwa 1112) zu einem unbekannten Datum in Spanheim zur Welt. Über seine Kindheit gibt es wenige Daten. Bekannt ist lediglich, dass er zunächst Domkleriker in Salzburg und seit 1104 Dompropst von Magdeburg war.
Hartwig war von Kaiser Heinrich IV. anstelle des papsttreuen Erzbischofs Heinrich als neuer Erzbischof von Magdeburg vorgesehen. Als er sich jedoch zusammen mit seinem Onkel, dem Burggrafen Hermann, und Eisilio, dem Propst des St. Sebastian Klosters in Magdeburg, auf den Weg zu Heinrich IV. macht, wird er von Graf Dietrich III. von Katlenburg abgefangen und festgesetzt. Seine Reise nahm somit ein abruptes Ende.

### Beziehungen zu Heinrich V.
Am 20. Mai 1105 hielt sich Hartwig unmittelbar in dem Umfeld des späteren Kaisers Heinrich V. in Nordhausen auf. Bei Auseinandersetzungen zwischen Heinrich V. und seinem Vater, Heinrich IV., war Hartwig immer auf der Seite des Sohnes. Auf diese Weise errang Hartwig sich dessen Vertrauen und wurde als Dank für seine Loyalität 1105 von Heinrich V. als Bischof von Regensburg eingesetzt. Zwar wurde er erst 1106 von Erzbischof Ruthard von Mainz geweiht, doch am 1. November 1105 war er bereits an der Aufstellung des Erzbischofs Gebehards von Salzburg durch Heinrich V. beteiligt, hatte also auch vor der Weihe schon Einfluss.
Auch später hielt der Bischof sich noch in der Umgebung Heinrichs V. auf. Er war 1107 in Lüttich beim Feldzug gegen Robert von Flandern dabei und 1108 bei der Expedition gegen die Ungarn. Besonders hervorzuheben ist seine Beteiligung am ersten Romzug Heinrichs V. im Jahre 1111.
Auch nach dem Bann gegen Heinrich V. blieb Hartwig ihm gegenüber loyal. Er war ein Gast auf seiner Hochzeit in Mainz mit der 12-jährigen Mathilde 1114. 1115 leistete Hartwig Vermittlungsarbeit zwischen dem mittlerweile zum Kaiser gekrönten Heinrich V. und den sich von ihm abwendenden Sachsen.
An dem zweiten Romfeldzug nahm Hartwig nicht als aktiver Soldat teil. Dass er aber ein enger Vertrauter des Kaisers war, beweist die Tatsache, dass die beiden in stetem Briefwechsel standen. Einmal mehr stellte er seine Loyalität zu Heinrich V. unter Beweis, als er die Teilnahme an einer von dem flüchtigen und Heinrich V. oppositionell eingestellten Erzbischof Konrad einberufenen Synode ablehnte.

### Der Einfluss Hartwigs
1122 nahm Hartwig – zusammen mit seinem Bruder, Markgraf Engelbert von Istrien – an der Reichsversammlung in Worms teil, die das später so genannte Wormser Konkordat aushandelte, das dem Investiturstreit ein Ende setzte. In dieser Urkunde erscheinen beide in der Zeugenliste. Hartwig nahm auch am ersten Laterankonzil im März 1123 teil, auf dem die Beschlüsse des im Vorjahr unterzeichneten Konkordats bestätigt wurden.
Weiterer Beweis für seinen Einfluss und seine wichtige Stellung im Reich ist auch seine Beteiligung an der Wahl Lothars von Süpplingenburg zum deutschen König am 30. August 1125 in Mainz. Hartwig war es nämlich, der durch seine Mühen Lothars Gegenkandidaten, Friedrich von Schwaben, zum Verzicht der Königswahl brachte. Für diese Loyalität Hartwigs dankte der nun gekrönte König ihm, indem er bereits am 20. November desselben Jahres nach Regensburg reiste und Hartwig persönlich durch seine Ehre auszeichnete.

### Wirken als Bischof
Hartwig war politisch sehr aktiv, doch bei seinen Beziehungen zu Heinrich V. und seinen Einflusssphären darf nicht vergessen werden, dass er eigentlich der Bischof von Regensburg war, also geistliche Aufgaben zu erledigen hatte, die er trotz seiner politischen Aktivitäten nicht vernachlässigte.
Sein erster überlieferter Akt als Bischof ist die Wiederherstellung des Klosters Mondsee. Eines seiner größten Verdienste ist aber die Förderung des klösterlichen Lebens – so errichtete er 1100 das Benediktinerkloster Prüll neu und ließ die erste romanische Hallenkirche im Raum Regensburg bauen. Auch der Neubau des Schottenklosters St. Jakob in Regensburg (1100 bis etwa 1120) war sein Verdienst. Der Bischof von Regensburg sorgte für eine Umwandlung Weltenburgs in ein Augustinerchorherrnstift.
Noch wichtiger und bedeutender ist die Beteiligung Hartwigs an der Gründung von Eigenklöstern des Bischofs Otto I. von Bamberg in der Diözese Regensburg. Auch an der Gründung des Klosters Mallersdorf war nicht nur Otto, sondern auch Hartwig beteiligt. Dieser weihte die Klosterkirche.
Hartwig setzte sich bereits 1117 für die Benediktion Erminolds ein, der der erste Abt des Benediktinerklosters Prüfening bei Regensburg war. Später nahm Hartwig dessen Beisetzung höchstpersönlich vor und weihte selbst am 21. Juli 1121 Erbo zum neuen Abt.
Hartwig zeigte durch die Errichtung vieler Klöster, die Mittelpunkt und Symbol der kirchlichen Erneuerungsbewegungen des 12. Jahrhunderts waren, eine Übereinstimmung mit der gegenwärtigen Kirchenpolitik. Er blieb aber auch seiner eigenen Tradition gerecht, da bereits sein Vater, Graf Engelbert I., im Jahre 1091 die Benediktinerabtei St. Paul im Lavanttal gründete und diese mit Hirsauer Mönchen besiedelte.
Nach Hartwigs Tod im Jahre 1126 wurde Konrad I. sein Nachfolger. Bestattet wurde der Bischof im Dom von Regensburg.